# Jayachamaraja Wodeyar Bahadur
Maharaja Jayachamaraja Wodeyar Bahadur, född 18 juli 1919, död 23 september 1974 i Bangalore, var Mysores siste regerande maharaja (1940-1950), och var sedan rajapramukh i Mysore i ytterligare sex år. Efter omorganiserandet av delstaterna i södra Indien 1956 blev Wodeyar förste guvernör i den nya delstaten Mysore, nuvarande Karnataka, 1956-1965, slutligen guvernör i Tamil Nadu 1964-1967. Han var en av grundarna till Vishwa Hindu Parishad (VHP).
Wodeyar var även känd som filosof, musikvetare, politisk teoretiker och filantrop. Han översatte klassiska indiska verk som rigveda från sanskrit till kannada.

## Hedersutmärkelser
- D.Lit honoris causa på University of Queensland, Australien
- Doctor of Law honoris causa på Banaras Hindu University
- D.Lit honoris causa på Annamalai University
- Orden Indiens stjärna (GCSI) 1945
- Bathorden (GCB) 1946